# فدریکو سویری
فدریکو سویری (انگلیسی: Federico Sevieri؛ زادهٔ ۱۹ مارس ۱۹۹۱) بازیکن فوتبال اهل ایتالیا است.
از باشگاه‌هایی که در آن بازی کرده‌است می‌توان به باشگاه فوتبال آ. ث. لومتزانه و باشگاه ورزشی لاتزیو اشاره کرد.
وی همچنین در تیم‌های ملی فوتبال بازی کرده‌است.